# 贾廖内
贾廖内（義大利語：Giaglione），是意大利都灵省的一个市镇。总面积33.59平方公里，人口661人，人口密度19.7人/平方公里（2009年）。ISTAT代码为001114。

## 友好城市
- 法國Bramans 2010年